# West Hartford
West Hartford é uma Região censo-designada localizada no estado americano de Connecticut, no Condado de Hartford.

## Demografia
Segundo o censo americano de 2000, a sua população era de 63.589 habitantes.

## Geografia
De acordo com o United States Census Bureau tem uma área de
57,9 km², dos quais 56,9 km² cobertos por terra e 1,0 km² cobertos por água.

## Localidades na vizinhança
O diagrama seguinte representa as localidades num raio de 16 km ao redor de West Hartford.